# Rotköpfiger Taghaft
Der Rotköpfige Taghaft (Hemerobius stigma) ist ein Netzflügler aus der Familie der Taghafte (Hemerobiidae).

## Merkmale
Die bräunlich gefärbten Taghafte erreichen eine Länge von 5–7,5 mm. Hemerobius stigma besitzt eine charakteristische Flügeladerung.

## Vorkommen
Die Art kommt in der Holarktis vor. Sie ist in Europa und in Nordamerika weit verbreitet.

## Lebensweise
Hemerobius stigma bevorzugt als Lebensraum Nadelwälder. Die Taghafte beobachtet man insbesondere im Frühjahr in den Monaten März und April. Imagines und Larven leben räuberisch von Blattläusen wie der Europäischen Weißtannentrieblaus (Mindarus abietinus), der Tannenstammlaus (Adelges piceae) und Pineus strobi, einer Art aus der Familie der Adelgidae. Da diese als Forstschädlinge gelten, wird Hemerobius stigma als ein potentielles Mittel zur biologischen Schädlingsbekämpfung betrachtet.

## Taxonomie
Aus der Literatur sind folgende Synonyme bekannt:
- Hemerobius stigmaterus Fitch, 1855